# マンスフィールド財団
モーリーン・アンド・マイク・マンスフィールド財団（モーリーン・アンド・マイク・マンスフィールドざいだん、英語: The Maureen and Mike Mansfield Foundation）は、アメリカ合衆国を拠点とする財団。「アジアの国々や人々と米国との間の理解を深め、協力を促進する」ために、1983年に設立された。財団が顕彰するマイケル・マンスフィールド（1903年 - 2001年）は、モンタナ州選出の元連邦上院議員で、多数党院内総務や駐日米国大使を歴任した。財団は非営利 501(c)(3) として登録されており、 モンタナ大学内のモーリーン・アンド・マイク・マンスフィールド・センターで活動している。

## 運営委員
- ウォルター・モンデール（会長） ドーシー・アンド・ホイットニー法律事務所シニアカウンシル。元駐日米国大使
- チャールズ・D・レイク2世（副会長）アフラック日本法人会長
- マイケル・C・ディレイニー（理事長）ゴールドマン・サックス元パートナー
- メアリー・D・バイロン（監査役）ゴールドマン・サックス証券マネージング・ディレクター、テクノロジー部長
- デュセイ・アンダーソン 画家、作家
- ハワード・H・ベーカー・ジュニア ベーカー・ドネルソン・ビアーマン・コルドウェル・アンド・バーコウィッツ法律事務所シニアカウンシル。元米国大統領首席補佐官
- ウィリアム・T・ブリア 戦略国際問題研究所（CSIS）前日本部長
- ジョージ・M・デニソン モンタナ大学前学長
- チャールズ・D・フェリス ミンツ・レビン・コーン・フェリス・グロフスキー・アンド・ポペオ法律事務所パートナー
- ゴードン・フレイク モーリーン・アンド・マイク・マンスフィールド財団所長
- トーマス・フォーリー 元米国連邦下院議長
- ノーマン・ミネタ ヒル・アンド・ノウルトン副会長
- ジョン・ルース 元駐日アメリカ合衆国大使
- 森下洋一 パナソニック相談役
- 小川アリシア コロンビア大学ビジネススクール日本経済経営研究所シニア・アドバイザー
- 豊田章一郎 トヨタ自動車名誉会長